# Taalverwerving
Taalverwerving is het leren van taalvaardigheden.

## Achtergrond
Taalverwerving is een cognitief leerproces. 
Een kind leert een bepaalde moedertaal dankzij de naaste omgeving, inclusief bepaalde eigenaardigheden zoals lispelen, of dialectvormen. De opvoeders spelen de belangrijkste rol in dit leerproces, dat moet plaatsvinden gedurende circa de eerste zes levensjaren van het kind. 
Op latere leeftijd kosts de verwerving van een taal vaak meer moeite, en wordt het spreken van meer dan één taal zonder enige vorm van interferentie moeilijker. Dit doet vermoeden dat het aangeboren vermogen tot meertaligheid dus geleidelijk minder wordt vanaf het zesde levensjaar. Waarom en of er inderdaad sprake is van een "kritische periode" voor taalverwerving is een vraag die veel taalwetenschappers nog steeds bezighoudt. Israëlische wetenschappers toonden bijvoorbeeld aan dat deze aanname niet correct is en dat juist volwassenen beter in staat zouden zijn een nieuwe taal te leren.

## Proces van taalverwerving
Zowel het weergeven van de inhoud van de taal – de betekenis – als de klankproductie – de uitspraak – moeten geoefend worden. In de literatuur en het spontane spraakgebruik wordt nog wel gesproken van taalontwikkeling, deels omdat vooral vroeger gedacht werd dat de taal zich vanzelf ontwikkelt, alsof er een soort aangeboren programma bestaat dat wordt afgewerkt (zie onder meer Noam Chomsky). Dankzij moderne onderzoekstechnologieën waarbij hersenactiviteit tijdens het verwerken van taaltaken in beeld gebracht kan worden werd bijvoorbeeld gevonden dat verschillende hersengebieden oplichten afhankelijk van de taaltaak. Dit zou bewijs kunnen zijn dat taalverwerving in de hersenen door verschillende lokaliseerbare modules ondersteund wordt, maar tegelijkertijd laat onderzoek ook zien dat er veel verbindingen worden gemaakt tussen de verschillende hersengebieden tijdens taalverwerking. Deze onderzoeken zijn wel voornamelijk gebaseerd op volwassenen.

Meestal worden de volgende fasen in het proces van taalverwerving onderscheiden:
- prelinguale periode, circa eerste levensjaar: vocaliseren, frazelen, brabbelen. Hoewel het hier nog om onverstaanbare klanken gaat, blijkt er toch verschil te bestaan tussen brabbelaars. Computeranalyse van klankproducties onderscheidt typisch Nederlands gebrabbel van soortgelijke gebrabbel in andere talen. Zelfs het verschil tussen een Limburgse en een Hollandse baby is al vanaf ongeveer de zevende maand hoorbaar.
- vroeglinguale periode, tot circa twee en een half jaar: herkenbare woorden.
  - eenwoordfase
  - tweewoordenfase
  - meerwoordenzin
- verrijkings- of differentiatiefase tot aan de leeftijd waarop het kind naar de lagere school gaat. Vooral de uitbreiding van de woordenschat van circa 300 naar circa 3000 woorden vindt dan plaats.
- voltooiingsfase

Gedurende de eerste fasen kan het onder meer voorkomen dat het kind de betekenis van de woorden die het op dat moment tot beschikking heeft uitbreidt naar andere zaken, omdat het het aparte woord daarvoor nog niet kent. Zo kan het bijvoorbeeld zijn dat het kind dada behalve voor de eigen vader gebruikt voor alle mannen die het maar ziet of voor mannen die er min of meer hetzelfde uitzien, of het woord mama wordt bij uitbreiding gebruikt voor alles wat op enigerlei wijze met de moeder van het kind te maken heeft.
Rond de leeftijd van twee jaar is het kind in staat twee of meer woorden op een min of meer zinvolle manier te combineren, waarmee het zich de eerste basale grammatica heeft verworven. Deze grammatica wordt in de fasen daarna steeds verder ontwikkeld.
Rond de leeftijd van vijf jaar is het kind in staat alle afzonderlijke fonemen te onderscheiden in de taal die verworven wordt als moedertaal. Na ongeveer het zesde levensjaar heeft het kind de taal grotendeels onder de knie, al verschillen tempo en kwaliteit van taalverwerving van kind tot kind. Doorgaans ontwikkelen meisjes hun taalvaardigheid iets vlotter en eerder dan jongens. Tweelingen lopen meestal iets achter, omdat zij onderling een apart taaltje ontwikkelen. Het ontwikkelen van dit taalvermogen verloopt in nauwe wisselwerking met andere ontwikkelingen van het kind: lichamelijk, psychologisch, sociaal, intellectueel en emotioneel.

## Afwijkingen
Er kan in de taalontwikkeling weleens iets fout gaan. Een vertraagde taalontwikkeling kan meerdere oorzaken hebben, waaronder bijvoorbeeld een verminderd taalaanbod of gehoorverlies. Onderzoek laat ook zien dat het te maken kan hebben met veelvuldig smartphonegebruik van de ouders. Er kan ook sprake zijn van een taalontwikkelingsstoornis (TOS) of dyslexie.
Om objectief te kunnen vaststellen in hoeverre een taalverwerving vertraagd verloopt, zijn wetenschappelijke tests en observatieschalen ontwikkeld. Logopedisten en/of gedragskundigen kunnen dergelijke testen afnemen bij kinderen om te bepalen of er sprake is van bijvoorbeeld een taalachterstand of probleem met taal. In Vlaanderen is de Reynell Taalontwikkelingsschaal daarvoor algemeen, in Nederland wordt de Utrechtse Taalniveautest vaak toegepast. Bij jonge kinderen wordt ook vaak de Schlichting Test voor Taalbegrip en Taalproductie gebruikt.
Kinderen die in een taalloze omgeving opgroeien, bijvoorbeeld wolfskinderen, verwerven een taal op het moment dat ze wel in aanraking komen met taal zeer moeizaam en gebrekkig. Kaspar Hauser, Victor van Aveyron en Genie zijn hiervan de bekendste voorbeelden. Overigens groeien wolfskinderen op in een omgeving zonder enige menselijke interactie en daardoor een totaal gebrek aan sociale ontwikkeling. Dit gecombineerd met een gebrek aan een normaal menselijk voedselpatroon leidt tot onherroepelijke hersenschade. Deze hersenschade kan een goede verklaring zijn voor de gebrekkige taalverwerving van wolfskinderen.